# Romuald Gutt

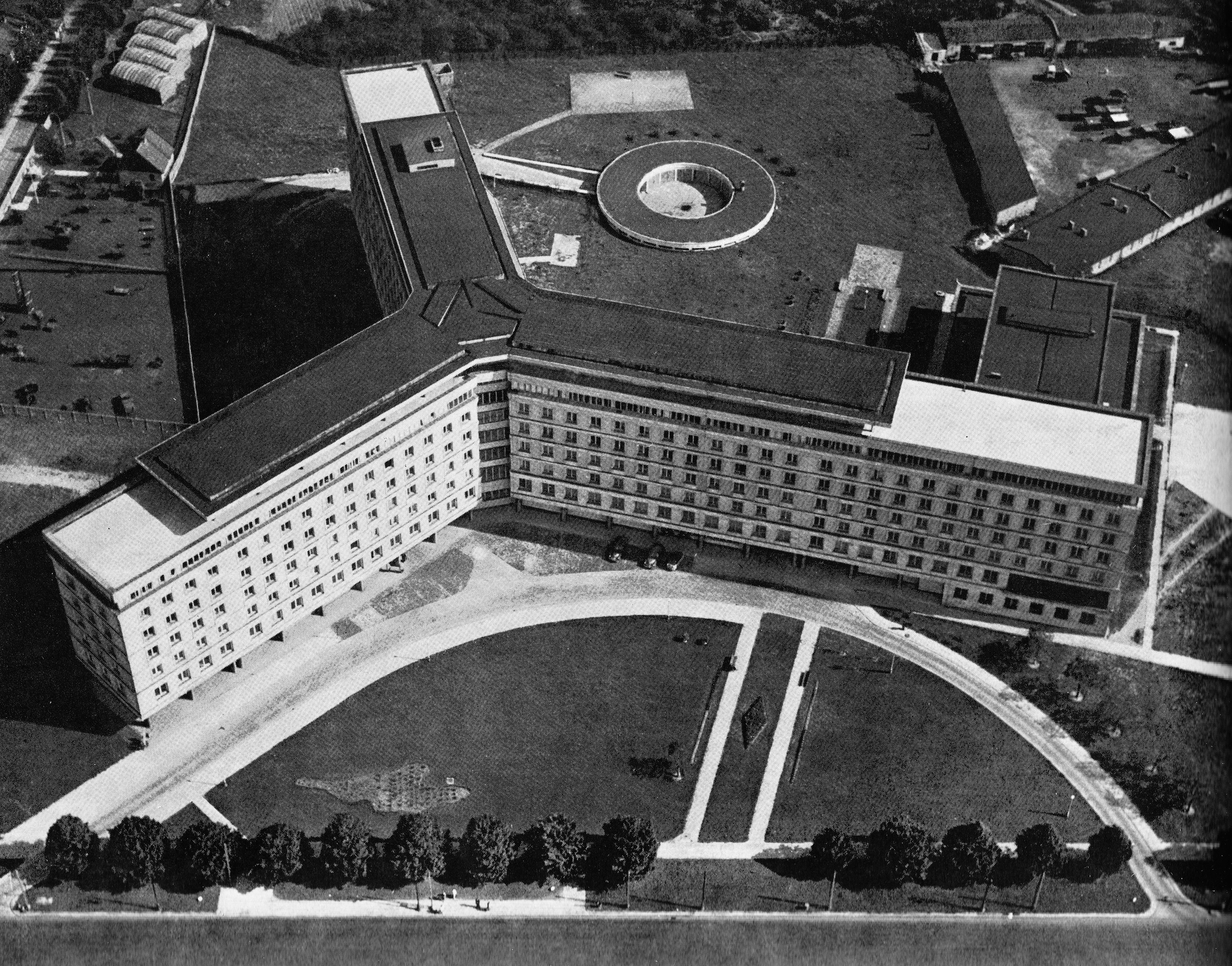
Gmach GUS przy al. Niepodległości 208 w Warszawie zaprojektowany przez Romulada Gutta w kształcie trójskrzydłowego wiatraka (fotografia z 1964)

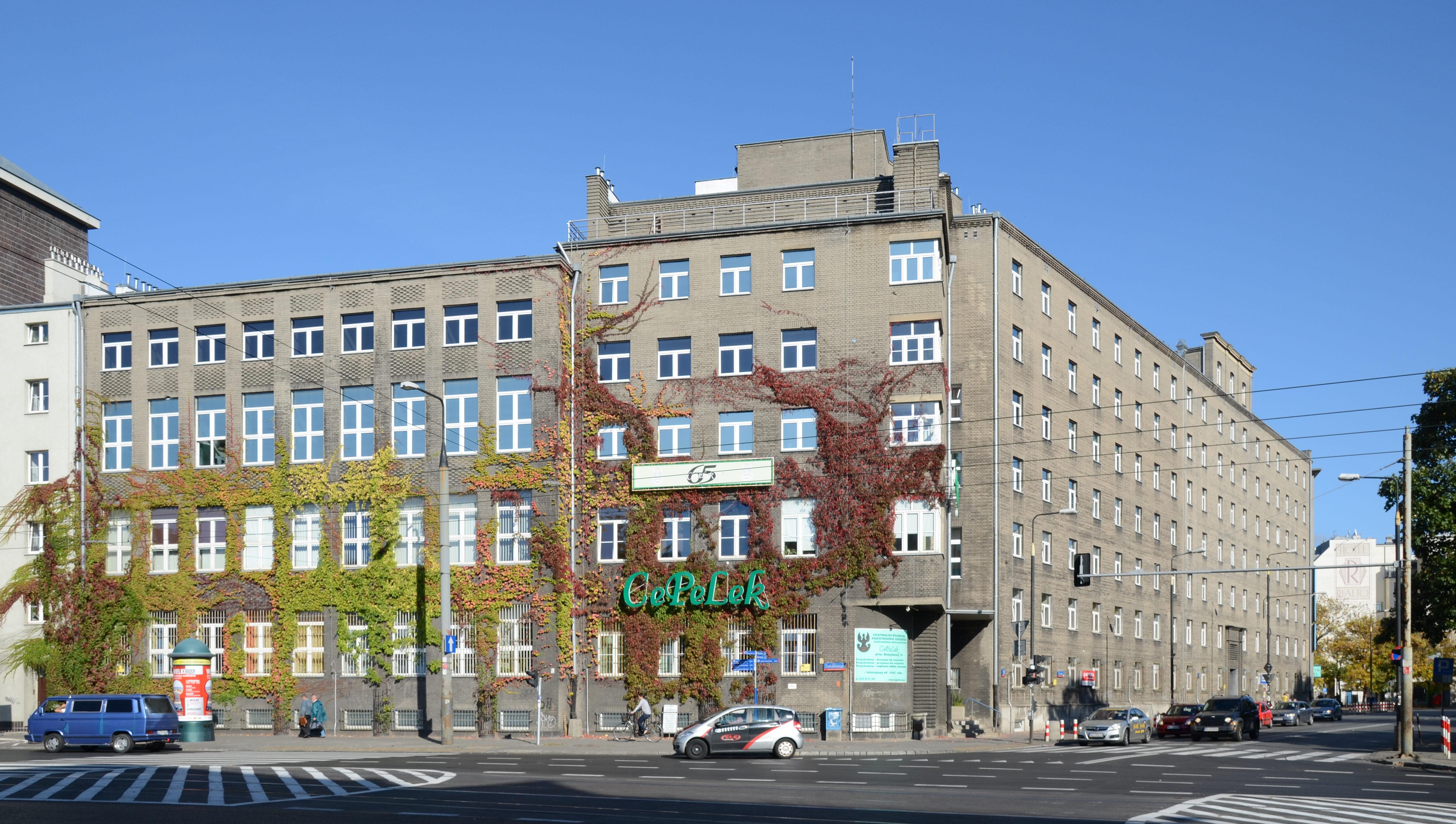
Gmach Warszawskiej Szkoły Pielęgniarstwa przy ul. Koszykowej 78

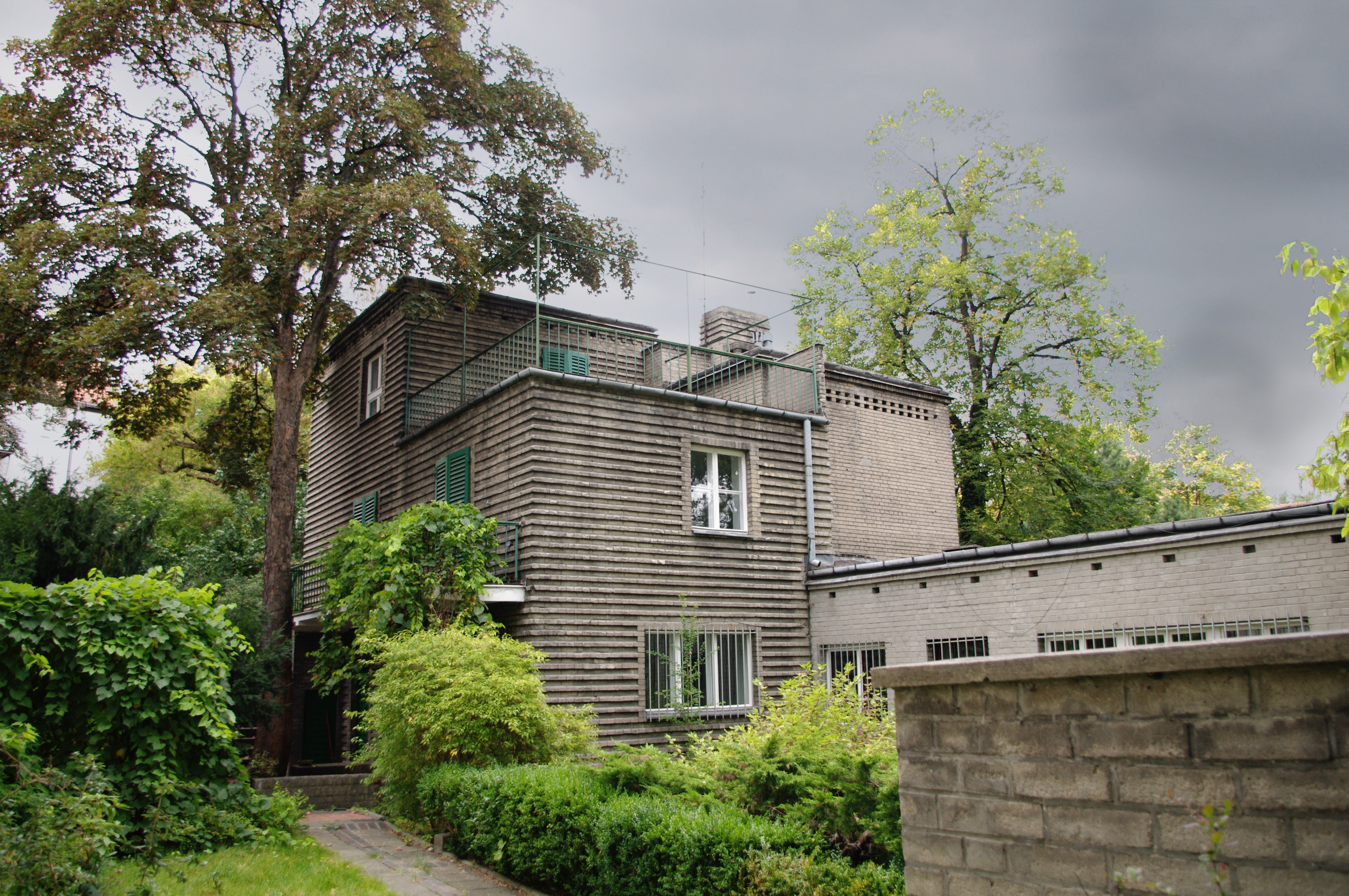
Willa własna architekta przy ul. J. Hoene-Wrońskiego 5

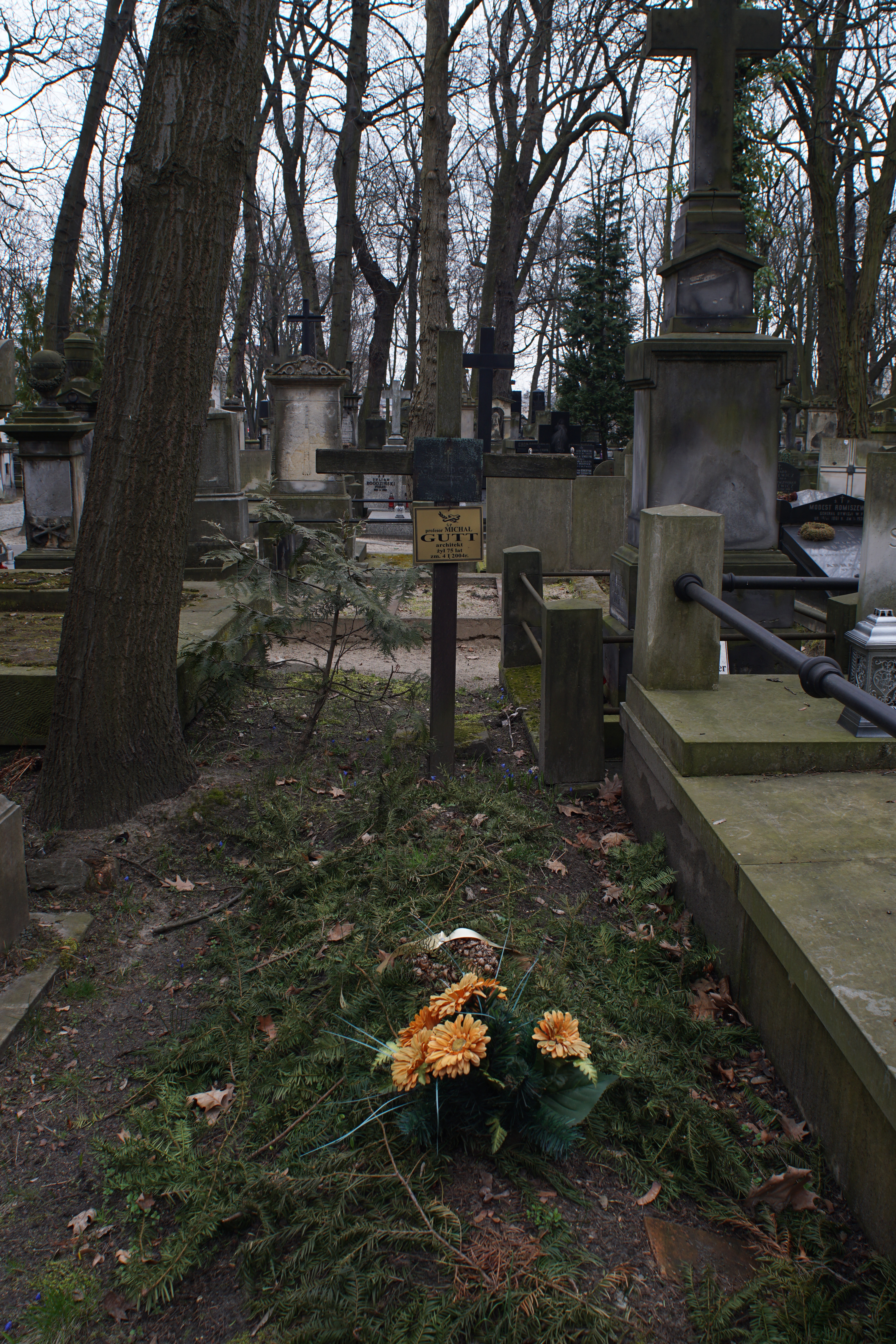
Grób Romualda Gutta na cmentarzu Powązkowskim

Romuald Gutt (ur. 6 lutego 1888 w Warszawie, zm. 3 września 1974 tamże) – polski architekt, przedstawiciel modernizmu, profesor Akademii Sztuk Pięknych w Warszawie i Politechniki Warszawskiej.

## Życiorys
Urodził się w rodzinie Stanisława (1868–ok.1907), działacza polskiego ruchu robotniczego, i Natalii z Maruszewskich (1865–1919). Miał dwie siostry Jadwigę po mężu Benoit (ur. 1889), matkę aktora Ludwika Benoit i Kamillę oraz brata Eryka Bolesława (1892–1892). Kształcił się w Szwajcarii – na początku XX w. uczył się w Szkole Sztuk Pięknych w Zurychu i studiował w Szkole Technicznej w Winterthur, gdzie w 1908 r. obronił dyplom.
W 1909 r. wrócił do kraju. Zadebiutował pawilonem polskim na wystawie w Rzymie w 1910 r. Do lat 20. XX wieku pozostawał pod wpływem „stylu dworkowego”. Do głównych prac okresu międzywojennego należą domy jednorodzinne, szkoły, obiekty użyteczności publicznej, a także cmentarze wojenne z okresu I wojny światowej. W tym okresie w jego twórczości przejawia się wpływ stylu modernistycznego. Charakterystyczne dla tamtego okresu jest użycie elementów odsłoniętych cegieł (chętnie wykorzystywał zwłaszcza szarą cegłę cementową) i form konstrukcyjnych budynków. Uważał, że naczelną zasadą w architekturze jest funkcjonalność i użyteczność.
Przed wybuchem II wojny światowej zajmował się przebudową domu i parku marszałka Józefa Piłsudskiego w Zułowie na Wileńszczyźnie oraz kopcem Piłsudskiego w Krakowie. Nadbudował także drugie piętro pałacu w Nieborowie.
Podczas okupacji niemieckiej pracował w podziemnych pracowniach architektonicznych i urbanistycznych.
Po wojnie uczestniczył w reaktywacji Wydziału Architektury Politechniki Warszawskiej, został także pierwszym jego powojennym dziekanem. Wykładał na Politechnice Warszawskiej oraz Wydziale Wnętrz Akademii Sztuk Pięknych w Warszawie. W 1947 r. został członkiem Naczelnej Rady Odbudowy Warszawy.
W 1952 r. został członkiem tytularnym, a w 1971 r. członkiem rzeczywistym PAN.
Zmarł w Warszawie, pochowany na cmentarzu Powązkowskim (kwatera 6-4-5).
Był mężem Marii Henryki z Kurnatowskich, z którą miał pięcioro dzieci: Marię (1918–1943), Marka (1921–1922), Anielę (ur. 1923), Jana Wacława (1925–1943) oraz Michała Marię Józefa (1928–2004), który był także architektem.

## Ważniejsze prace
- 1919–1926: Zespół państwowych Szkół Żeńskich, ul. Górnośląska 31 w Warszawie[7]
- 1921–1925: Kolonie domów jednorodzinnych na Żoliborzu Oficerskim (rejon ulicy Czarnieckiego oraz plac Słoneczny w Warszawie)[8]
- 1922–1925: Domy wzniesione przy pl. Henkla będącego częścią Żoliborza Urzędniczego[9]
- 1923–1925: Hotel Oficerski przy placu Inwalidów 10 w Warszawie[10]
- 1925–1926: Willa własna, ul. J. Hoene-Wrońskiego 5 w Warszawie[7]
- 1926: Biurowiec i laboratoria Polskiej Spółki Wytwórni Wytworów Chemicznych Roche przy ul. Rakowieckiej 19 w Warszawie[11]
- 1927–1928: Warszawska Szkoła Pielęgniarstwa, ul. Koszykowa 78 w Warszawie, ob. Centralna Wojskowa Przychodnia Lekarska „Cepelek”
- 1928: Siedziba centrali Zakładu Ubezpieczeń Pracowników Umysłowych, ul. Czerniakowska 231 w Warszawie (z Józefem Jankowskim), obecnie Szpital im. W. Orłowskiego
- 1928–1933: Budynek Szkoły Nauk Politycznych, ul. Wawelska 56 w Warszawie (obecnie siedziba Krajowej Szkoły Administracji Publicznej), wzniesiony w dwóch etapach[12]
- 1930: Pływalnia solankowa w Ciechocinku (realizacja w 1932; z Aleksandrem Szniolisem)[13]
- 1930–1932: Budynek szkoły żeńskiej Wandy Szachtmajerowej przy ul. Białobrzeskiej 44 w Warszawie[14]
- 1930–1935: Bank Inwestycyjny w Toruniu
- 1931: Dom Oficerski Funduszu Kwaterunku Wojskowego, ul. Koszykowa 79a/al. Niepodległości 245 w Warszawie
- 1933–1934: Willa Jurkiewicza przy ul. Kieleckiej 33a w Warszawie[15]
- 1934: Poczta w Ciechocinku. Przykład awangardy w modernizmie lat 30. W latach 90. budynek został oszpecony skuciem oryginalnego klinkieru z jednej ze ścian i usunięciem zegara ze stali nierdzewnej z fasady.
- 1936: Budynek poczty w Kazimierzu Dolnym[16]
- 1936–1937: Dom Instytutu Społecznego przy al. Niepodległości 161[17]
- 1946: Cmentarz Powstańców Warszawy (z Aliną Scholtz)[18]
- 1946: Projekt architektoniczny cmentarza-pomnika w Palmirach pod Warszawą (z Ewą Śliwińską)[7]
- 1948–1951: Gmach Głównego Urzędu Statystycznego przy ul. Wawelskiej 1/3 (obecnie al. Niepodległości 208, konstrukcja Zbigniew Wasiutyński)[19]
- 1951: Projekt teatru Domu Wojska Polskiego, plac Żelaznej Bramy (razem z Haliną Skibniewską), niezrealizowany[20]
- 1953: Projekt odbudowy Sal Redutowych Teatru Narodowego (razem z Haliną Skibniewską)
- 1956–1959: Współautor zespołu budynków Ambasady Chin, ul. Bonifraterska 1 w Warszawie (z Tadeuszem Zielińskim, Aleksandrem Kobzdejem, Michałem Glinką, Michałem Guttem)[21]
- 1960: Dom Nauczycielskiej Spółdzielni Mieszkaniowej przy ul. Matejki 4 w Warszawie
- 1963: Upamiętnienie więzienia Pawiak w Warszawie (z zespołem)[21]

## Ordery i odznaczenia
- Krzyż Komandorski z Gwiazdą Orderu Odrodzenia Polski (1964)[7]
- Medal 10-lecia Polski Ludowej (14 stycznia 1955)[22]
- Złota Odznaka SARP (1955)[7]

## Nagrody i wyróżnienia
- Nagroda Państwowa I stopnia za całość działalności architektonicznej i pedagogicznej (1955)[23][7]
- Złota Odznaka SARP (1955)[7]
- członkostwo honorowe Towarzystwa Urbanistów Polskich (1963)[24]
- Honorowa Nagroda SARP (1966, pierwszy laureat)[7]